# برنتزو
برنتزو (به ایتالیایی: Bernezzo) یک کومونه در ایتالیا است که در استان کونیو واقع شده‌است.

## خصوصیات
برنتزو ۲۵٫۹ کیلومترمربع مساحت و ۳٬۹۰۱ نفر جمعیت دارد.